# تیم ملی فوتسال قزاقستان
تیم ملی فوتسال قزاقستان  نماینده قزاقستان در مسابقات بین‌المللی فوتسال و یکی از تیم‌های فوتسال اروپایی است. 
قزاقستان در ۳ دوره جام جهانی شرکت کرده است.
این تیم مقام سومی مسابقات قهرمانی فوتسال اروپا در سال ٢٠١۶ را کسب کرده است.